# Miranda (apellido)
Miranda es un apellido de origen español, concretamente asturiano. Se dice que tras las invasiones de españoles a Italia el apellido llegó a Nápoles y se instaló allí siendo considerado comúnmente como un apellido italiano.
Además de España e Italia, también está ampliamente extendido en todos aquellos países que alguna vez formaron parte del Imperio Español, como Portugal e Iberoamérica.

Armas de los Miranda según el libro del clérigo don Tirso de Avilés (1517-1599)

## Heráldica
Existen unos diez escudos para el apellido Miranda. El más antiguo conocido para el linaje de los Miranda podría ser el que supuestamente portaba Álvaro Fernández de Miranda y es el más extendido por Asturias. Se describe como:

En gules, cinco bustos de doncella puestos en sotuer, cinco veneras de oro puestas en cruz y, en orla, dos serpientes con sus cabezas cruzadas en el jefe y sus colas en la punta, también cruzadas.

Los restantes escudos van variando dependiendo de las generaciones. Curiosamente, el noveno y décimo escudos de armas corresponden a los de Miranda de Ebro y al de Linares (Asturias) respectivamente; ambos lugares muy identificados con el apellido, el primero por ser quién dio topónimo al apellido, y el segundo, por ser el lugar del primer blasón conocido.